# فرودگاه لولاک
فرودگاه لولاک (به انگلیسی: Levelock Airport) یک فرودگاه همگانی بهره‌برداری هوایی با کد یاتا KLL است که یک باند فرود شن دارد و طول باند آن ۱۰۰۰ متر است. این فرودگاه در کشور ایالات متحده آمریکا قرار دارد و در ارتفاع ۱۲ متری از سطح دریا واقع شده است.